# Rumore di Perlin

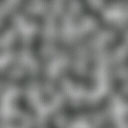
Rumore di Perlin

Il rumore di Perlin è un tipo di rumore descritto nel 1983 dall'informatico statunitense Ken Perlin. Il suo creatore ha ricevuto nel 1997 un Oscar alla tecnica per lo sviluppo dell'algoritmo. Una versione estesa del rumore tradizionale è stata brevettata nel 2001.